# ラヴィ・ド・ボエーム
『ラヴィ・ド・ボエーム』（フランス語：La Vie de bohème、フィンランド語：Boheemielämää）は、アンリ・ミュルジェールの古典文学『ボエーム』を原作とする、パリを舞台にモノクロ撮影されたアキ・カウリスマキ監督の恋愛コメディ映画。1992年に公開され、同年のベルリン映画祭において国際批評家賞を受賞した。

## あらすじ
家賃が払えずパリのアパートから追い出された作家のマルセル（アンドレ・ウィルム）は、レストランでアルバニア人の画家志望ロドルフォ（マッティ・ペロンパー）と出会う。意気投合した二人はマルセルのアパートに向かうが、そこにはすでに売れない作曲家のショナール（カリ・ヴァーナネン）が入居しており、貧しい彼らは共同生活を始める。
助け合って暮らしながら、友情を深める三人。ロドルフォにはやがてミミ（イヴリヌ・ディディ）という恋人ができる。しかしロドルフォは、不法入国が発覚して国外退去を命じられてしまう。半年後に戻ってくると、ミミは他の男と付き合っていた。結局元の鞘に収まり、つましく暮らすロドルフォとミミ。だが、ミミの体は病魔に冒されていた。

## キャスト
- マッティ・ペロンパー - ロドルフォ
- アンドレ・ウィルム - マルセル
- カリ・ヴァーナネン - ショナール
- イヴリヌ・ディディ - ミミ
- ジャン＝ピエール・レオ - ブランシュロン
- サミュエル・フラー - ガソット
- クリスティーヌ・ムリーニョ - ミュゼット
- ルイ・マル - レストランの紳士

## その他
- エンディングに流れるのは日本語の歌『雪の降るまちを』（歌：トシタケ・シノハラ）。
- 2011年の映画『ル・アーヴルの靴みがき』には、元作家と思しき主人公マルセルをアンドレ・ウィルムが演じているほか、『ラヴィ・ド・ボエーム』の出演俳優が多数再出演する。ただし、役名や設定が必ずしも本作と一致するわけではない。